# 城南街道 (嘉兴市)
城南街道是中华人民共和国浙江省嘉兴市南湖区下辖的一个街道办事处。

## 行政区划
城南街道下辖以下村级行政区划单位：
百妙社区、金穗社区、禾源社区、良秀社区、长新社区、马家浜村、八字桥村和长新村。